# Dianzi (socken i Kina, Shandong, lat 36,12, long 116,52)
Dianzi (kinesiska: 店子乡, 店子) är en socken i Kina. Den ligger i provinsen Shandong, i den östra delen av landet, omkring 73 kilometer sydväst om provinshuvudstaden Jinan.
Genomsnittlig årsnederbörd är 814 millimeter. Den regnigaste månaden är juli, med i genomsnitt 274 mm nederbörd, och den torraste är januari, med 7 mm nederbörd.